# Једнакост масе и енергије
Једнакост (еквивалентност) између енергије (E) и масе (m), у физици се успоставља важном и познатом једначином {\displaystyle E=mc^{2}f=c^{1}}. Дакле, енергија је еквивалентна маси помноженој квадратом брзине светлости у вакууму (c2). Конкретно у јединицама, E (у Џулима или kg·m²/s²) = m (килограма) помножено са (299.792.458 m/s)2.
Еквивалентност масе-енергије настала је првобитно из специјалне релативности као парадокс који је описао Анри Поенкаре. Ајнштајн је ту еквиваленцију предложио 21. новембра 1905. године, у раду с насловом Да ли инерција тела зависи од његовог енергетског садржаја? једном од радова његове „чудесне године”. Ајнштајн је први предложио да је еквиваленција масе и енергије општи принцип и последица симетрије простора и времена.

## Значење формуле
Ова формула има две значајне последице.
До успостављања еквивалентности масе и енергије, сматрало се да су обе величине констатне, маса се не мења при хемијским или физичким трансформацијама, енергија се трансформише из једног облика у други али њен укупан износ остаје исти. При нуклеарним трансформацијама (фисија, фузија), међутим, смањује се маса мировања језгра, а на рачун те масе ослобађа се енергија. Осим нуклеарних реакција, пример за овакву трансформацију масе у енергију и обрнуто јесу креација и анихилација пара честица-античестица (нпр. електрон-позитрон).
Друга значајна последица је могућност да се објектима без масе мировања (фотон) припише маса. Како фотон има енергију која зависи само од његове фреквенце (E=hν), то се сваком фотону може приписати одговарајућа маса. Овако дефинисана маса подлеже гравитационој интеракцији, али како је у питању мала маса, то је за њену детекцију потребна велика друга маса, најчешће нека звезда. Скретање светлости под утицајем гравитације може се уочити приликом помрачења Сунца, а осим овом једначином може се објаснити и Општом теоријом релативности која даје исте квантитативне резултате.

## Конзервација масе и енергије
Маса и енергија могу се посматрати као два имена (и две мерне јединице) за исту основну, одрживу физичку величину. Стога су, закони очувања енергије и очувања (укупне) масе еквивалентни, и оба су валидна. Ајнштајн је у једном свом есеју из 1946. године навео да се „принцип очувања масе [...] показао неадекватним у погледу специјалне теорије релативности. Због тога је спојен са принципом очувања енергије - баш као што је пре око 60 година, принцип очувања механичке енергије био је комбинован са принципом очувања топлоте (топлотне енергије). Може се рећи да је принцип очувања енергије, након што је претходно прогутао принцип очувања топлоте, сада напредовао да прогута и принцип очување масе - и да сам влада пољем.”
Ако се закон очување масе тумачи као очување масе мировања, он не важи у специјалној релативности. Енергија мировања (еквивалентно маси мировања) честице се може претворити, не „у енергију” (то већ јесте енергија (маса)), већ у друге облике енергије (масе) за чије постојање је неопходно кретање, попут кинетичке енергије, топлотне енергија, или енергије зрачења. Слично томе, кинетичка или радијациона енергија може се претворити у друге врсте честица које имају енергију мировања (масу мировања). У процесу трансформације не мења се ни укупна количина масе, нити укупна количина енергије, јер су оба својства повезана једноставном константом. Ово гледиште налаже да ако било која енергија или (укупна) маса нестане из система, увек се налази да су се оне једноставно преселиле на друго место, где су обе мерљиве као пораст енергије и масе, који одговара губитку у првом систему.

## Историја и последице
{\displaystyle \mathrm {Energija} =\mathrm {Masa} \,\times \,(\mathrm {brzina\ svetlosti\ u\ vakuumu} )^{2}}
Према овој једначини је највећа количина енергије, која се из једног тела може добити и претворити у користан рад, једнака маси тела помноженој квадратом брзине светлости.

## Практични примери
Ретко се сва маса претвара у енергију (ово се нпр. дешава приликом анихилације материје и антиматерије). Обично се делимично добија друга маса (приликом фузије језгра различитих изотопа хелијума и трицијум, при фисији језгра лакших атома и неутрони), а само се разлика у маси (дефект масе) претвара у енергију. Разлика у маси између полазних сировина и продуката реакције износи 0,3% код фузије и 0,1% код фисије. Притом, код фисије није сва маса радиоактивна – пуњење код најефикаснијих атомских бомби садржи до 40% урана или плутонијума.
Килограм масе одговара:
- 90 PJ (90.000.000.000.000.000 Џула)
- 25 TWh (25.000.000.000 киловат-часова)
- енергију у 21 Мегатона TNT
- приближно 21,4 милиона Гига калорија

## Основа
{\displaystyle E={\frac {m_{0}c^{2}}{\sqrt {1-(v^{2}/c^{2})}}},}
{\displaystyle E={\sqrt {m_{0}^{2}c^{4}+p^{2}c^{2}}}}
{\displaystyle E={\frac {1}{2}}mv^{2}},

### Релативистичка маса
{\displaystyle m_{\mathrm {rel} }\;=\;\gamma m_{0}\;=\;{\frac {m_{0}}{\sqrt {1-{\frac {v^{2}}{c^{2}}}}}}.}
Из ове формуле се види да долази до повећања масе тела са повећањем брзине. Ова промена постаје јасно видљива тек при великим брзинама. При брзинама блиским брзини светлости маса тежи бесконачности.

### Апроксимација при ниским брзинама
{\displaystyle E=m_{0}c^{2}\left[1+{\frac {1}{2}}\left({\frac {v}{c}}\right)^{2}+{\frac {3}{8}}\left({\frac {v}{c}}\right)^{4}+{\frac {5}{16}}\left({\frac {v}{c}}\right)^{6}+\ldots \right].}
{\displaystyle E\approx m_{0}c^{2}+{\frac {1}{2}}m_{0}v^{2}.}

## Ајнштајн и његов чланак из 1905.
Алберт Ајнштајн није формулисао ову једначину у овом облику у свом раду из 1905. године „Да ли инерција тела зависи од енергије коју поседује?“, објављеном у Аналима физике од 7. септембра, иначе један од чувених радова познатих под заједничким називом радови из чудесне године.
У том раду пише:
Ако тело одаје енергију L у облику зрачења, маса му се умањује за L/c².

## Извођење
Према другом Њутновом закону, односно закону кретања у класичној, нерелативистичкој, механици важи
{\displaystyle \mathbf {F} ={\frac {d(m\mathbf {v} )}{dt}},}
где је m•v нерелативистички импулс (количина кретања) тела, F је сила која делује на тело, а t је координата апсолутног времена. У овом облику, закон не задовољава принципе релативитета: нису укључене промене простора и времена према Лоренцовим трансформацијама. Ово је исправљено у прилагођеном облику закона који се пише у следећем облику
{\displaystyle \mathbf {F} ={\frac {d\mathbf {p} }{d\tau }},}
{\displaystyle F={\frac {dp}{d\tau }}.}
{\displaystyle p=(m\gamma c,\mathbf {p} )^{T}}
{\displaystyle p^{2}=m^{2}c^{2}}
{\displaystyle F\cdot p=0.}
{\displaystyle F=\left({\frac {\gamma }{c}}(\mathbf {F} \cdot \mathbf {v} ),\mathbf {F} +{\frac {\gamma ^{2}}{\gamma +1}}(\mathbf {F} \cdot \mathbf {v} )\right)^{T}.}
{\displaystyle {\frac {\gamma }{c}}(\mathbf {F} \cdot \mathbf {v} )={\frac {d(m\gamma c)}{d\tau }}.}
{\displaystyle W=\int \mathbf {F} \cdot \,d\mathbf {r} =\int \mathbf {F} \cdot \mathbf {v} \,dt,}
{\displaystyle {\frac {dE}{d\tau }}=\gamma \mathbf {F} \cdot \mathbf {v} ,}
{\displaystyle E=m\gamma c^{2}.}